# Palicourea tamaensis
Palicourea tamaensis là một loài thực vật có hoa trong họ Thiến thảo. Loài này được (Standl. & Steyerm.) Steyerm. mô tả khoa học đầu tiên năm 1971.